# لیدور (آیداهو)
لیدور(به انگلیسی: Leadore) شهری در شهرستان لمهی ایالت آیداهو است که جمعیت آن در سرشماری سال ۲۰۱۰ میلادی ۱۰۵ نفر بوده است.